# كيفن إيست
كيفن إيست (بالإنجليزية: Kevin East)‏ (29 مارس 1971 بالولايات المتحدة - ) هو مدرب كرة قدم ولاعب كرة قدم أمريكي في مركز حراسة المرمى. لعب مع نيويورك ريد بولز وNorth Jersey Imperials ‏ وCentral Jersey Riptide ‏ وJersey Dragons ‏ وNew Jersey Stallions ‏.

## وصلات خارجية
- كيفن إيست على موقع الدوري الأمريكي (الإنجليزية)